# Vilnîi Tabir, Krîvîi Rih
Vilnîi Tabir (în ucraineană Вільний Табір) este un sat în comuna Șîroke din raionul Krîvîi Rih, regiunea Dnipropetrovsk, Ucraina.

## Demografie
Componența lingvistică a localității Vilnîi Tabir
     Ucraineană (83,97%)
     Rusă (7,63%)
     Belarusă (6,11%)
Conform recensământului din 2001, majoritatea populației localității Vilnîi Tabir era vorbitoare de ucraineană (83,97%), existând în minoritate și vorbitori de rusă (7,63%) și belarusă (6,11%).